# Christenen voor het Socialisme
Christenen voor het Socialisme was tussen 1974 en 1994 een vereniging van Nederlandse christenen die het socialisme propageerden.
Christenen voor het Socialisme werd opgericht in reactie op de staatsgreep in Chili tegen de marxistische president Salvador Allende. Het doel was om het socialisme "binnen de kerk present te stellen". De Christenen voor het Socialisme waren sterk gericht op het Oostblok en stonden in een warme belangstelling van zowel de Binnenlandse Veiligheidsdienst als de Oost-Duitse geheime dienst Stasi. Binnen het IKV keerden de Christenen voor het Socialisme zich tegen de koers van de IKV-leiding om contacten aan te knopen met onafhankelijke vredesbewegingen in Oost-Europa. Vijf jaar na de ineenstorting van het Oostblok hield Christenen voor het Socialisme op te bestaan. De overgebleven leden stapten over naar de Vereniging voor theologie en maatschappij.

## Bekende leden
- Herman Meijer, politicus voor GroenLinks
- Ab Harrewijn, een hervormd predikant en CPN-lid (later kamerlid voor GroenLinks)
- Rinse Reeling Brouwer, theoloog
- Dick Boer, CPN-lid en Nederlands predikant in Oost-Berlijn